# Damià de Molokai
Damià de Molokai (Tremelo, Bèlgica, 3 de gener de 1840 - Molokai, Regne de Hawaii, 15 d'abril de 1889), conegut com a Pare Damià i nascut com a Jozef de Veuster va ser un religiós belga, missioner de la Congregació dels Sagrats Cors que va dedicar la seva vida a la cura i assistència als leprosos de l'illa de Molokai, a Hawaii. Va ser canonitzat l'11 d'octubre de 2009.
És el patró dels leprosos i marginats, dels malalts de sida i de l'estat de Hawaii. La seva festivitat és el 10 de maig; a Hawaii se celebra el Dia del Pare Damià el 15 d'abril.

## Vida
Jozef de Veuster havia nascut a Tremelo (Bèlgica), fill de grangers. Va estudiar a Braine-le-Comte i va fer-se novici de la Congregació dels Sagrats Cors a Lovaina. En ingressar-hi, va prendre el nom de Damià.
Als 33 anys va marxar com a missioner a Hawaii i va arribar a Honolulu el 19 de març de 1864. Hi va ser ordenat sacerdot cinc dies després, a la catedral de la Mare de Déu de la Pau, temple de la seva congregació religiosa. Va treballar a diverses parròquies a l'illa d'Oahu.

### La lepra i Molokai
Els nadius hawaians es van veure afectats per malalties que inadvertidament havien portat a l'arxipèlag els comerciants mercants occidentals. Milers d'ells van morir a causa de la grip i la sífilis, malalties fins llavors desconegudes. La pitjor epidèmia, però, va ser la de la lepra, malaltia per a la qual encara no s'havia trobat cap remei i molt encomanadissa. Temerós que la malaltia s'escampés, el rei Kamehameha IV va segregar els leprosos del regne i va isolar-los en una colònia establerta per a ells al nord, a l'illa de Molokai.
Aïllats, l'Institut Reial de Salut els proveïa de subministraments i menjar, però no d'ajuda mèdica, ja que tampoc no hi havia mitjans. La manca d'ajuts va fer que la colònia esdevingués teatre de lluites entre els mateixos malalts, que es barallaven pels pocs recursos que hi arribaven. L'illa era coneguda com una «colònia de mort».
El 1865, el pare Damià va ser assignat a la Missió Catòlica al Nord de Kohala, a la mateixa illa de Hawaii. Damià va demanar als superiors d'anar a Molokai, on els leprosos morien sense cap mena d'assistència mèdica ni religiosa, sabent que aquesta destinació era equivalent a una sentència de mort.
El 10 de maig de 1873, Damià va arribar a Molokai, a Kalaupapa. El bisbe Maigret el va presentar als colons com a "un que serà un pare per a vosaltres, que us estima de tal manera que no dubta a tornar-se com un de vosaltres, viure i morir amb vosaltres". Al lloc, voltat per muntanyes i aïllat, hi vivien sis-cents leprosos. Damià hi va construir una capella dedicada a Santa Filomena. La influència de Damià va fer que la vida a la colònia es pacifiqués: s'hi restabliren les normes de convivència, els habitants van treballar per a millorar la seva existència, es reconstruïren les cases i s'aixecaren escoles.

### Orde de Kalakaua
El rei David Kalakaua de Hawaii va investir Damià com a Cavaller Comandant del Reial Orde de Kalakaua. Quan la princesa Lídia Liliuokalani va visitar l'establiment per presentar la medalla, es va commoure de tal manera que li va resultar impossible llegir el seu discurs. A partir de llavors, el nom de Damià i el seu treball es va fer conegut als Estats Units i a Europa. Protestants americans van aplegar una gran suma de diners per a la missió; l'Església d'Anglaterra va enviar-hi menjar, medicina, robes i subministraments. Damià va agrair la condecoració pel que va representar per a la colònia, però mai no va fer-ne ús.

### Mort
El desembre de 1884, Damià va introduir, com cada matí, els peus en aigua bullent, per procedir a desinfectar-los; al contrari que altres cops, no va sentir la calor, la qual cosa volia dir que havia contret la lepra i ja li havia començat a afectar. Malgrat això, va continuar treballant amb els malalts, ajudant-los i construint-los cases i planificant el programa de tasques que calia fer, preveient que ell moriria aviat. El 15 d'abril de 1889 mor.

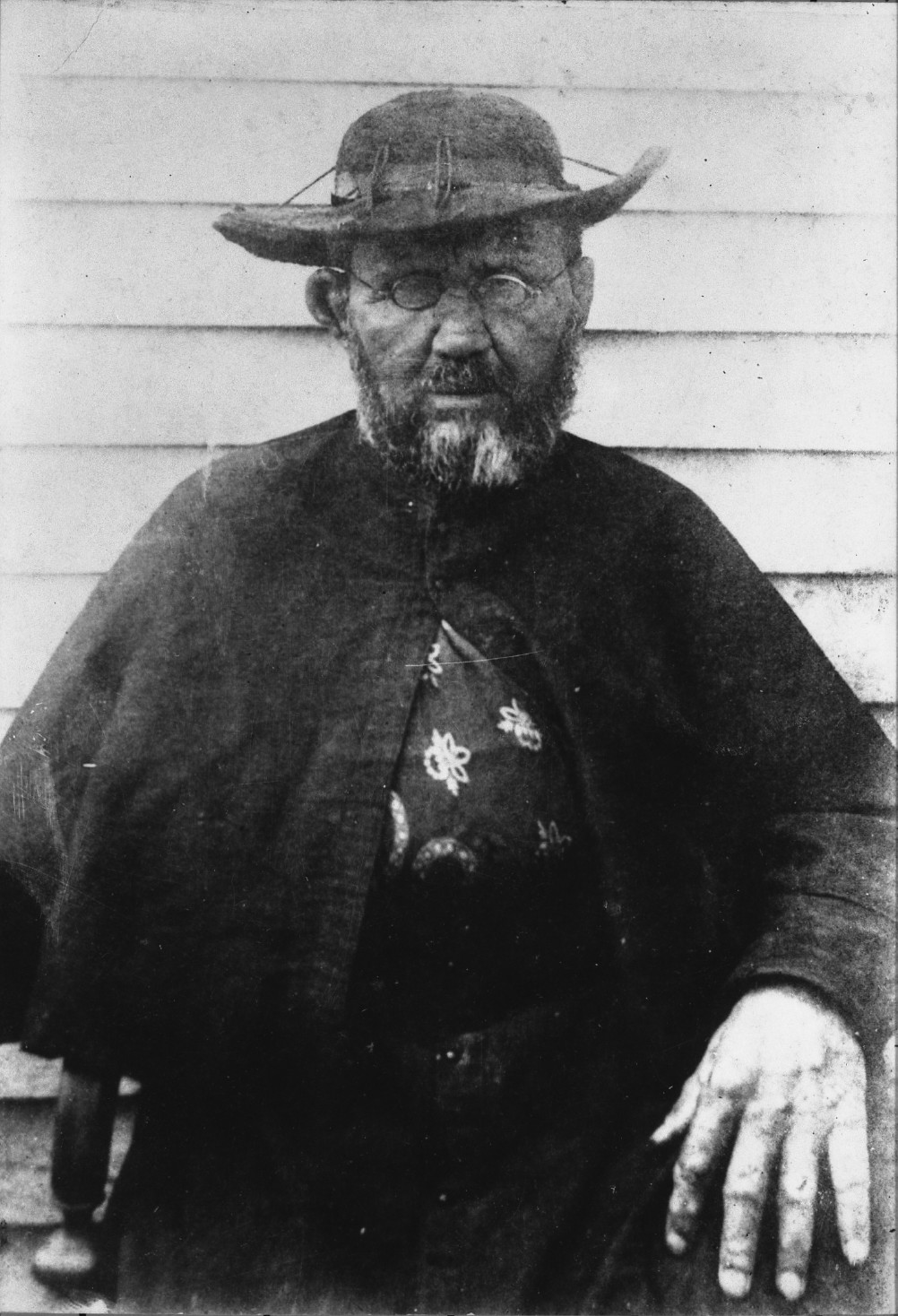
Fotografia de 1888
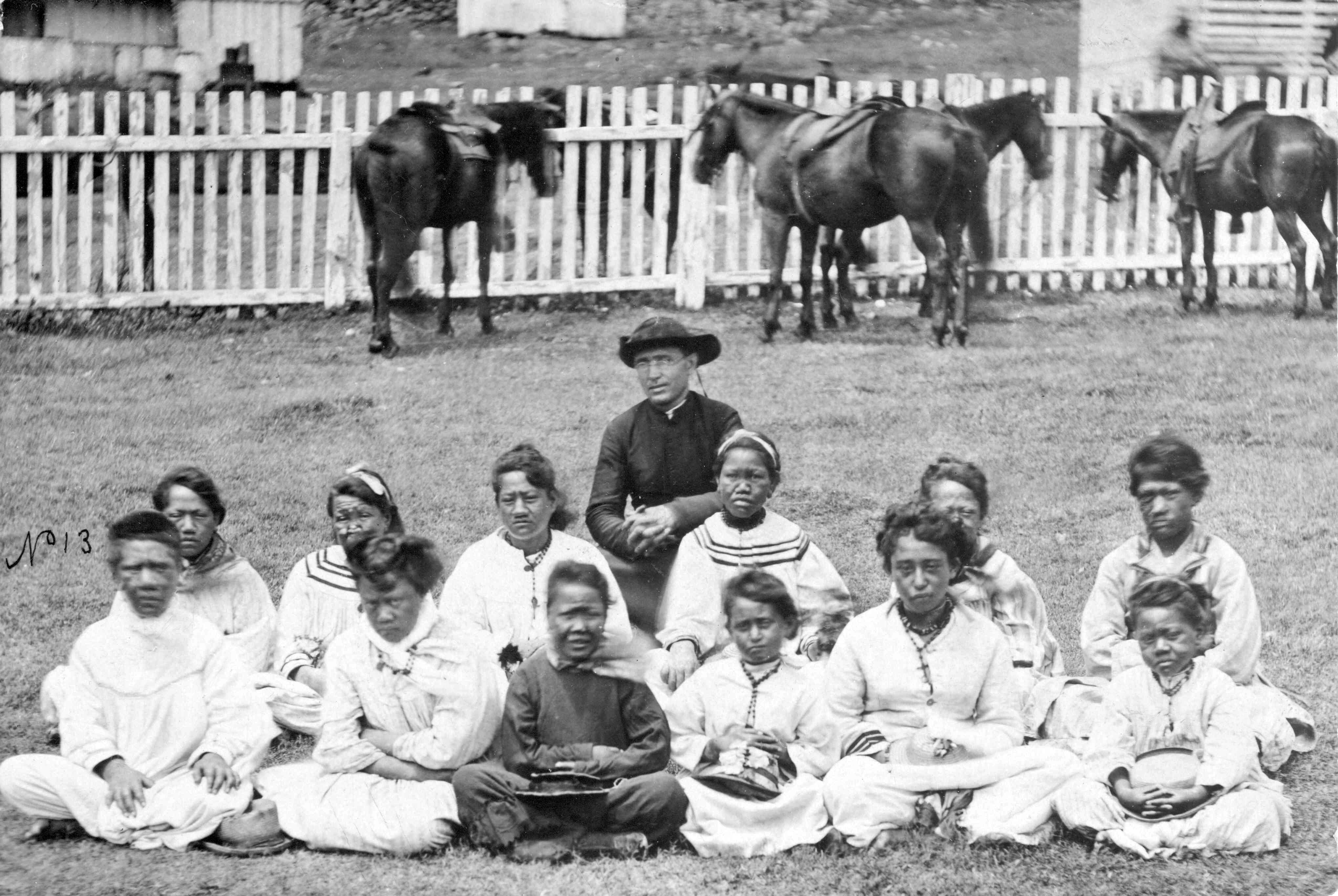
El pare Damià a Molokai
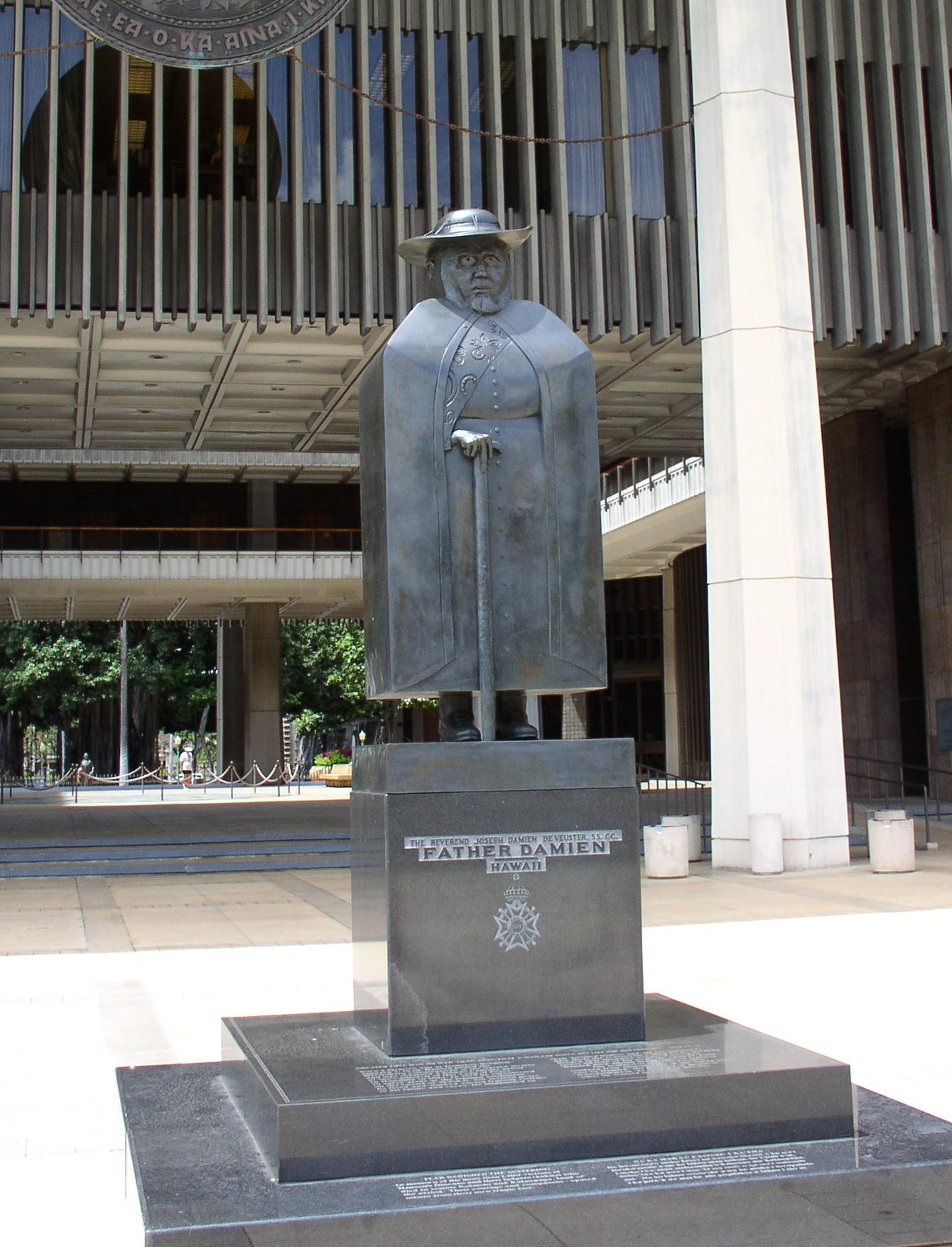
Escultura del sant a Honolulu

## Repercussió
Robert Louis Stevenson, el novel·lista, va publicar una carta oberta a un diari de Sidney, el 25 de febrer de 1890, on defensava la tasca del pare Damià, desacreditada per un religiós presbiterià poc abans. Aquesta carta va difondre's ràpidament i va ser una de les causes que va donar fama a Damià al món anglosaxó.
Mahatma Gandhi també va lloar la tasca del pare Damià, reconeixent-lo com una font d'inspiració per a les seves campanyes socials a l'Índia, que volien, també, assegurar l'ajut per als necessitats. Gandhi va escriure: "El món polititzat i groguenc pot tenir molt pocs herois que es puguin comparar amb el Pare Damià de Molokai. És important que s'investiguin les fonts d'un heroïsme com el seu".
La seva figura es va popularitzar amb pel·lícules com Molokai: the story of Father Damian (1999) o l'espanyola Molokai, la isla maldita dirigida per Luis Lucía el 1959.

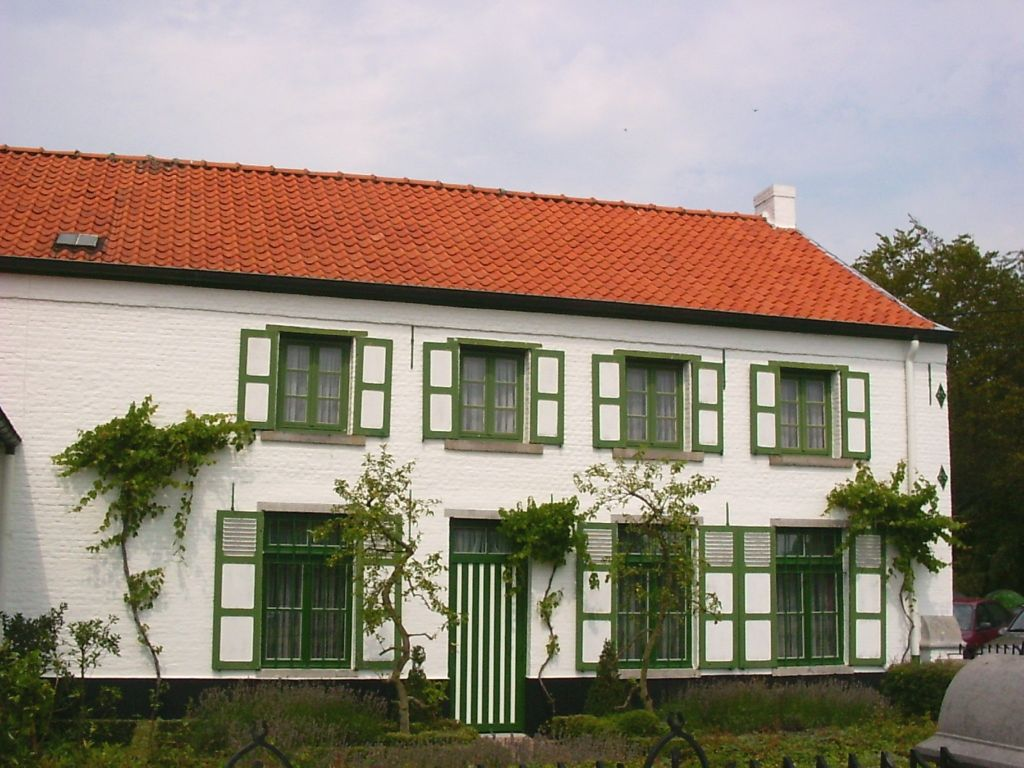
Casa natal del pare Damià
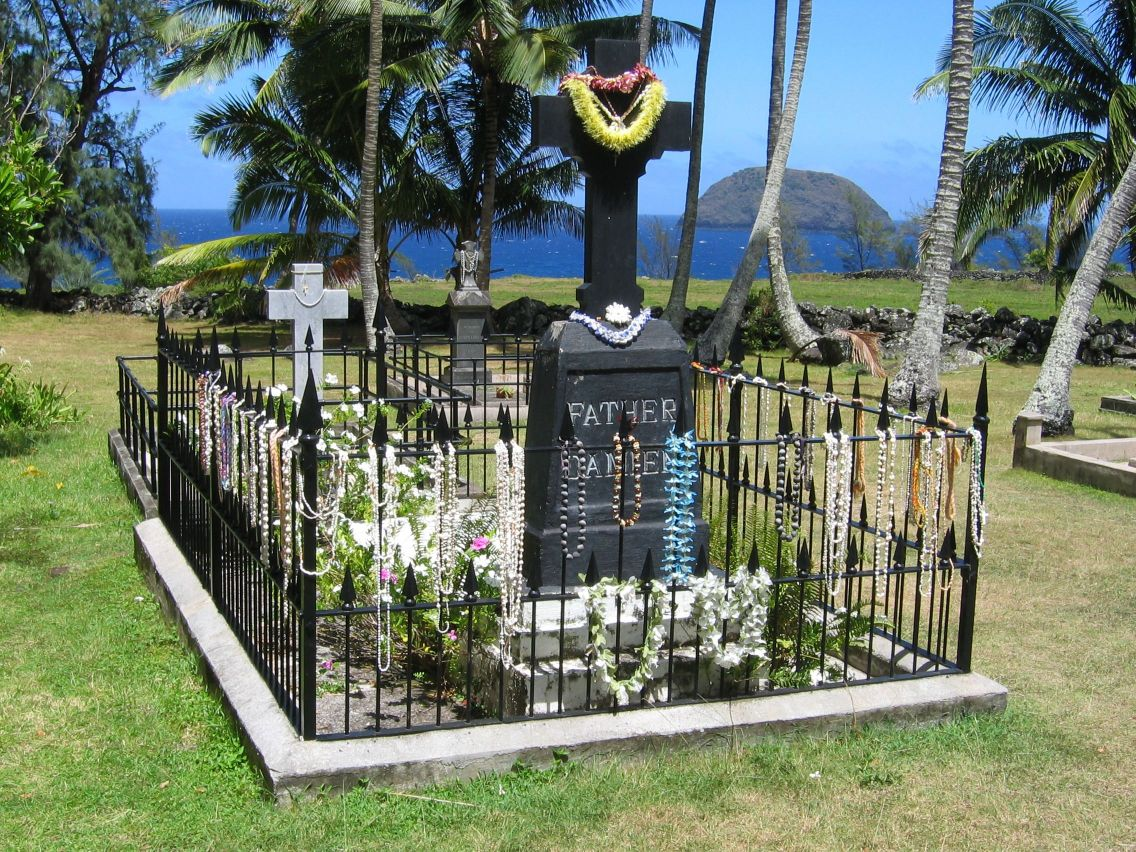
Primera tomba del pare a Kalawao, Hawaii
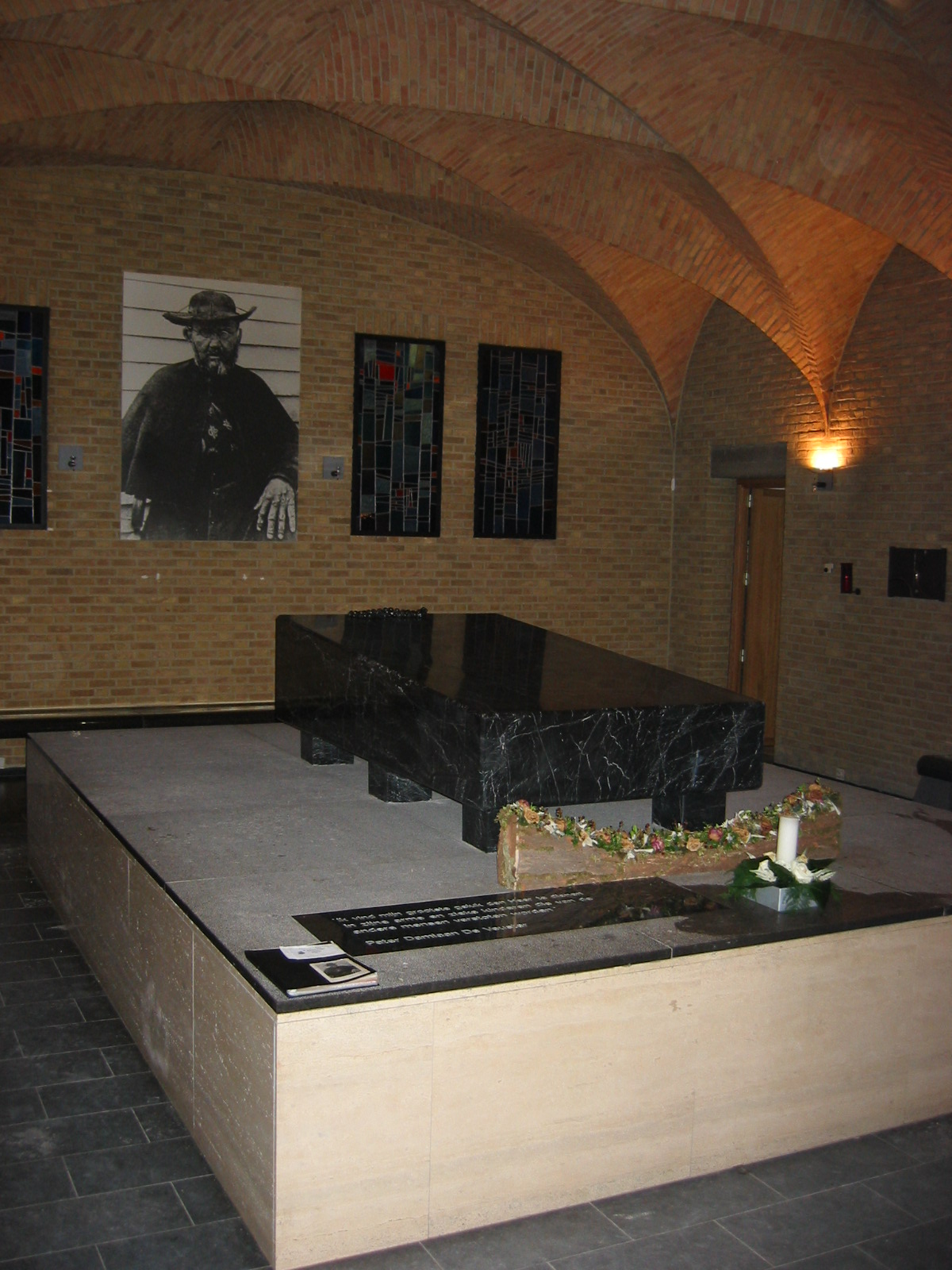
Tomba a la Congregació dels Sagrats Cors de Lovaina

A Bèlgica, el seu país, una enquesta popular promoguda per una cadena de televisió el va proclamar en 2005 "el belga més gran de tots els temps".
Va ser beatificat el 1995 per Joan Pau II i canonitzat l'11 d'octubre de 2009 per Benet XVI. La seva festivitat litúrgica es va fixar el 10 de maig.